# Haito

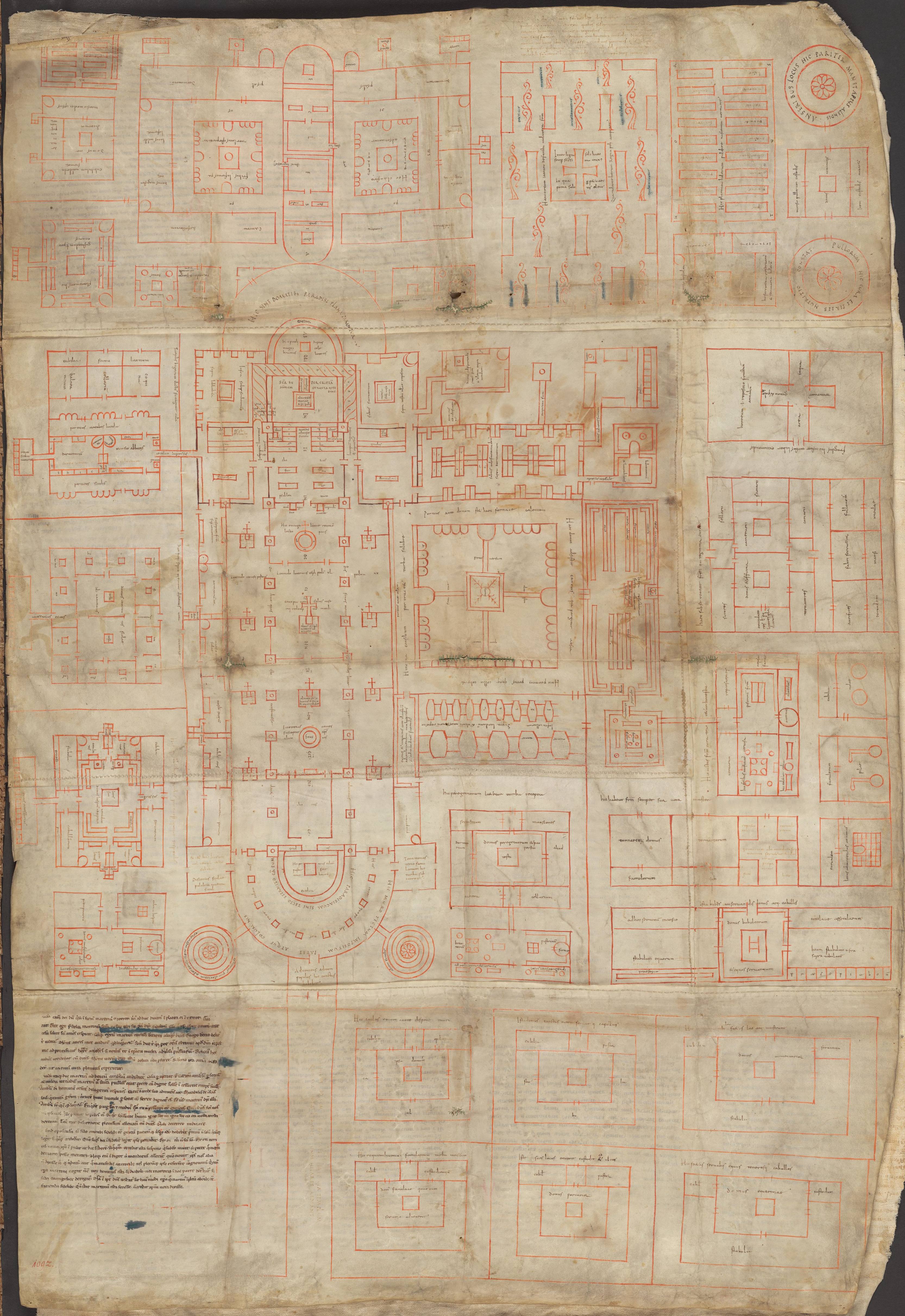
Der von Haito veranlasste St. Galler Klosterplan

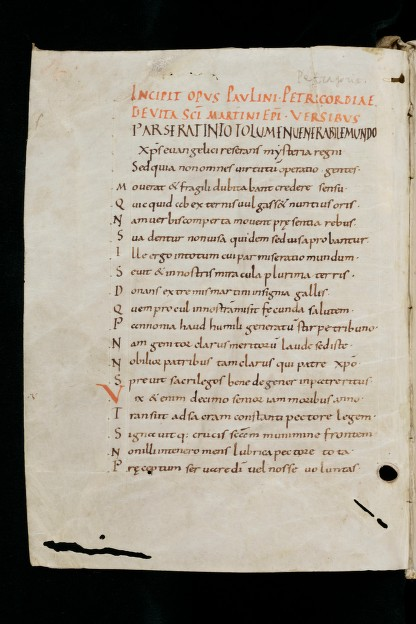
Visio Wettini von Wetti; in Versform von Haito

Haito, auch Heito, Heitto, Hetto oder Ahito geschrieben (ca. 762; † 17. März 836), war ein aus dem Alemannischen stammender Abt im Kloster Reichenau (806 bis 823) und Bischof von Basel (802 bis 823) und Berater von Kaiser Karl dem Großen. 

## Leben
Haito kam als fünfjähriger Klosterschüler, zusammen mit seinem Bruder Wadilcoz, später Mönch in dem Martinskloster zu Tours, auf die Insel Reichenau. Bereits früh wurde er Vorsteher der Klosterschule und später Vertreter des Abtes Waldo. 
802 (andere Quellen: 805) wurde er Bischof von Basel und 806 zudem auch Abt der Reichenau. Er gehört mit der Amtszeit von 806 bis 823 als Abt zu den bedeutendsten Äbten des Klosters. Unter ihm wurde der Neubau des Reichenauer Marienmünsters ausgeführt, welcher heute noch erhalten ist, insbesondere die Vierungsanlage. Auf Haitos Wirken geht außerdem die Pflege und der Ausbau der Bibliothek zurück. Er veranlasste auch die Zeichnung des sogenannten St. Galler Klosterplans.
Als Bischof war Haito Bauherr des Gründungsbaus des Basler Münsters, für das er ein Altarziborium stiftete. Er erließ die ersten Diözesanstatuten, die Capitularia ecclesiastica, welche die Verhaltensnormen und Amtspflichten des Klerus und die Liturgie im ganzen Bistum festlegten und auch Anweisungen für die Belehrung der Laien gaben.
Haito gehörte zu den Vertrauten Karls des Großen, wie seine Teilnahme am Konzil von Aachen im Jahr 809 sowie insbesondere auch gescheiterte diplomatische Reise nach Byzanz 811 beweist. Er gehörte auch zu den Zeugen, die 811 Karls Testament unterschrieben. Der St. Galler Mönch Notker Balbulus (ca. 840 bis 912) beschreibt ihn in seinen Gesta Karoli Magni („Taten Karls des Großen“) in einem weitgehend stilisierten Bericht der Ankunft einer byzantinischen Gesandtschaft am kaiserlichen Hof als eine der Stützen Karls:

„Da stand nun der ruhmreiche Karl an einem hellen Fenster, strahlend wie die Sonne beim Aufgang, geschmückt mit Gold und Edelsteinen, gestützt auf Heitto, so hieß der Bischof, den er einst nach Konstantinopel geschickt hatte.“

823 trat Haito von allen seinen Ämtern zurück, um seinen Lebensabend als einfacher Mönch auf der Reichenau zu verbringen. Er brachte nach dem Tod Wettis (824) die Visio Wettini in Verse.